# Borrestil
Borrestilen er en nordisk kunst- eller kunsthåndværkerstil fra den tidlige vikingetid. Den opstod omkring 850 og var i brug indtil slutningen af 10. århundrede. Stilarten er opkaldt efter en rig skibsbegravelse i Borrehøjene i Norge. Borrestilen efterfulgte Osebergstilen og var delvist samtidig med Jellingstilen.
I forhold til de foregående stilperioder er dyrefigurer i Borrestilen blevet mere stiliserede og er ikke længere naturalistisk fremstillede. De bliver fremstillet så de ses forfra, de har klørtrekantede hoveder, båndformede kroppe og gribeklør. Et af de mest karakteristiske motiver er ringformede mønstre, som består af geometriske figurer og som danner kæder. Disse ’’ringkædemotiver’’ omslutter symmetriske billedfelter med figurer set ’’en face’’.
Stilen er i lighed med den ældre Broastil varieret, men er blevet mere præget af stilisering. Den findes på mange forskellige genstandstyper, dog normalt ikke våben. Genstande udformet i Borrestil er blevet fundet over hele Nordeuropa fra Island til Rusland, og ikke primært i Skandinavien, som yngre stilarter. Borrestilen optræder sideløbende med engelsk inspirerede plantemotiver i den insulære stil.
Borrestil er en af tidlig vikingetids stilarter. Almindeligvis kan vikingetidens kunst og kunsthåndværk kategoriseres indenfor følgende stilperioder: Broa- (tidl. Oseberg), Berdal-, Borre-, Jelling-, Mammen-, Ringerike- og Urnesstil.

## Galleri
- Et bronzefibula fra Hedeby
- Runesten med korsornament fra Kirk Michael, Isle of Man